# Hanuš Karlach
Hanuš Karlach (* 29. srpna 1939 Praha) je český promovaný filolog a literární překladatel, jemuž byla v roce 2015 udělena Státní cena za a překladatelské dílo.

## Život a dílo
Hanuš Karlach vystudoval na přelomu 50.–60. let 20. století filologickou kombinaci (tj. němčinu, ruštinu a angličtinu) na Filozofické fakultě Univerzity Karlovy v Praze. Po absolvování postgraduálního studia na univerzitě Johanna Wolfganga Goetheho ve Frankfurtu nad Mohanem pracoval jako redaktor v tehdejším nakladelství Odeon, kde měl na starost vydávání německojazyčných autorů.
Mezi literáty, které dle údajů Národní knihovny České republiky (NK ČR) převedl – k roku 2017 – z němčiny do češtiny, výběrově kupříkladu náleží: Ernst Theodor Amadeus Hoffmann, Franz Werfel, Günter Grass, Volker Braun, Christa Wolf, Christoph Hein, Gottfried Benn, Adalbert Stifter, Wolfgang Hildesheimer a další.

## O studiu a překládání
„Přitahovala mě literatura jako taková, s přibývajícím věkem víc a více; na gymnáziu jsme měli rozšířenou výuku cizích jazyků, a tak jsem se zajímal i o to které cizí písemnictví. Chtěl jsem ale vlastně studovat dějiny umění, leč můj buržoazní původ to nedovolil. „Nedopatřením“ jsem se dostal na germanistiku, k tomu s povinnou rusistikou a s přimhouřením očí pololegální anglistikou. Teprve hlubší studium textů mě přivedlo k překládání. A už jsem u něho zůstal.“

## O Günteru Grassovi
Dne 16. dubna 2015 napsal o Günteru Grassovi, německém nositeli Nobelovy ceny za literaturu, s nímž jej pojila i jeho osobní zkušenost, následující slova:
„Jeho vždy velmi hlasitá vystoupení proti invazi vojsk do Československa, proti normalizaci, která poté nastala, a jeho neskrývaná podpora všem odpůrcům tohoto vývoje vyvolala samozřejmě naprostý zákaz publikování jeho tvorby u nás. A nepomáhaly ani posudky či případné předmluvy a doslovy, jako že jde v podstatě o levicového, ne-li socialistického autora. Grass neměl existovat. To se změnilo až po pádu železné opony, kdy několikrát zavítal do Prahy, účastnil se zasedání Skupiny 47, sdružení, kterého byl členem v Německu a které vlastně založilo jeho slávu.“
„Po sovětské invazi do Československa spoluzaložil časopis L 60 pro vydávání pronásledovaných autorů východního bloku, později evropský výbor na podporu Charty 77.“

## Ocenění
- 1992 - Cena Josefa Jungmanna za překlad knihy Güntera Grasse Potkanka.
- 1998 - Tvůrčí odměna za překald knihy Franze Werfela Hvězda nenarozených.
- 2015 - Státní cena za překladatelské dílo